# Phoroncidia personata
Phoroncidia personata är en spindelart som först beskrevs av Ludwig Carl Christian Koch 1872.  Phoroncidia personata ingår i släktet Phoroncidia och familjen klotspindlar. Inga underarter finns listade i Catalogue of Life.